# Ținutul Tigheciului
Ținutul Tigheciului a fost un ținut al Principatului Moldovei, care a existat între secolul al XV-lea și mijlocul secolului al XVII-lea. Hotarele sale erau: la nord – râul Sărata (în raionul Leova de astăzi), la vest – Prutul, la sud – Dunărea. La est hotarul trecea undeva la răsărit de râul Ialpug. Reședința sa nu este cunoscută cu exactitate: era fie în Tintu (satul Tabacu de astăzi, din raionul Ismail, Ucraina), fie în localitatea Tigheci, fie la Târgul Săratei (localizare deocamdată necunoscută), fie la Reni.
Catastihul realizat în 1591, la ordinului domnului Petru Șchiopul, cu scopul de a identifica categoriile de contribuabili fiscali, înregistrează în ținutul Tigheci 2.480 țărani birnici (capi de familie), 325 țărani răzeși, 268 boieri, 88 de fețe bisericești și 50 vătași.
În 1621, sultanul Osman al II-lea a transformat târgul Reni și satele din jur într-o raia. Atacat încontinuu de tătarii bugeceni, ceea ce a mai rămas din ținutul Tigheciului a fost încorporat la mijlocul secolului al XVII-lea în ținutul Fălciu. La mijlocul secolului al XVIII-lea pe teritoriul fostului ținut al Tigheciului au fost create ținutul Codrului (la nord) și ținutul Greceni (la sud).